# Alekszandr Szergejevics Sengardt
Alekszandr Szergejevics Sengardt (oroszul: Александр Сергеевич Шенгардт; Moszkva, 1925. június 1. – 2020. szeptember 4.) szovjet és orosz gépészmérnök, repülőgéptervező. A Tupoljev tervezőiroda munkatársa volt, ahol 1975-től főkonstruktőri beosztásban a Tu–154 utasszállító repülőgép továbbfejlesztési munkálatait irányította.